# Station Casteldarne-Ehrenburg
Station Casteldarne-Ehrenburg is een spoorwegstation aan de Pustertalspoorlijn bij de Ehrenburg in de gemeente Kiens (Italië-Zuid-Tirol).
De stationsnaam wordt volgens de regels van Trenitalia in het Italiaans aangegeven, gevolgd door het Duits als lokale taal.

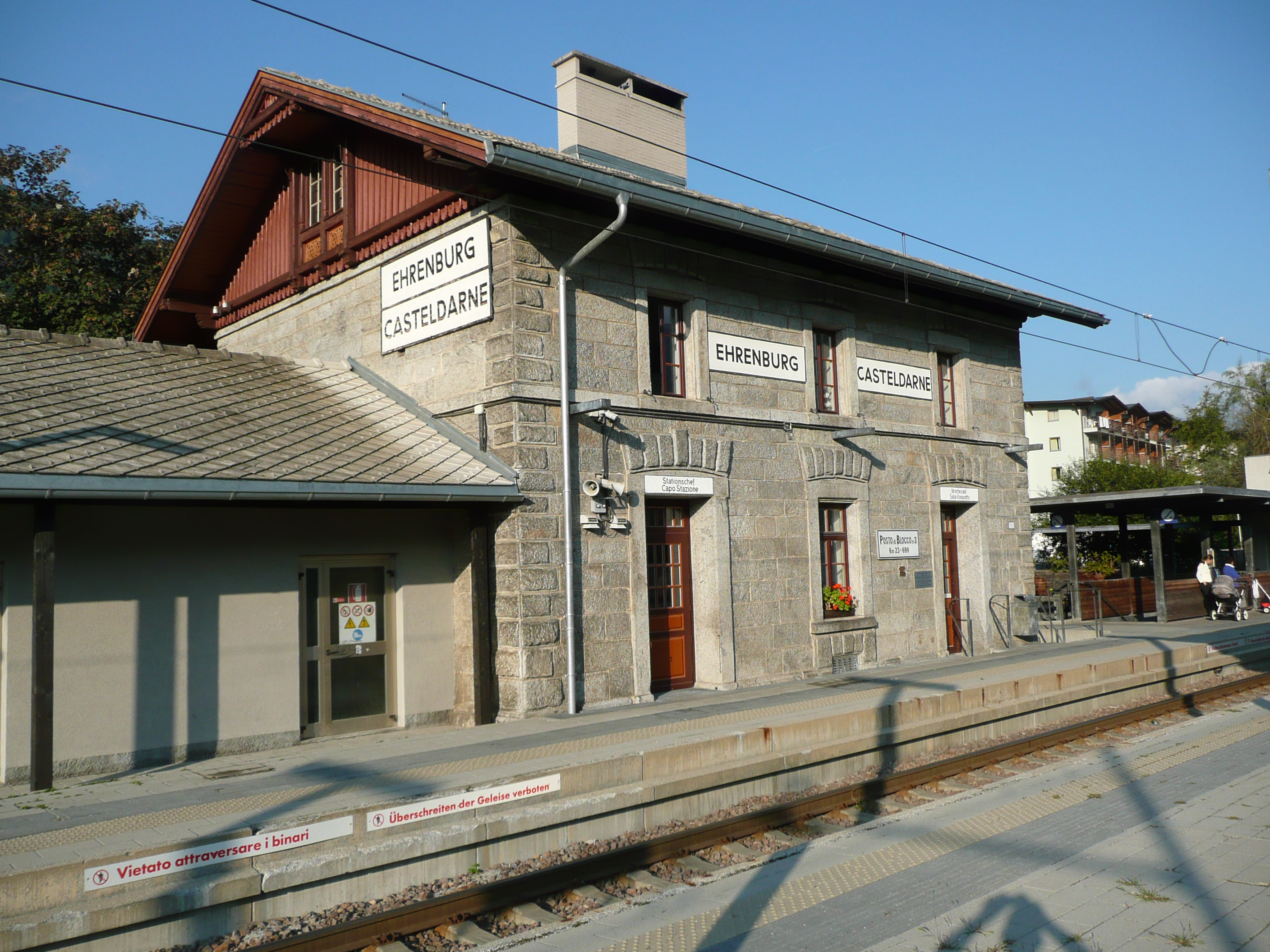